# Wiener Werkstätte
Wiener Werkstätte var en østrigsk organisation bestående af arkitekter og kunsthåndværkere grundlagt 1903 med Josef Hoffmann og Koloman Moser (1868-1918) som centrale bidragydere. Formålet var at styrke kunsthåndværket og lægge grundlaget for en samlet udformning af menneskets liv og virke. Wiener Werkstätte havde sit udspring i Wiener Secession og var inspireret af den engelske Arts and Crafts movement.
Wiener Werkstätte havde eget varemærke og 100 ansatte allerede i 1905. Karakteristisk for enkeltgenstande og hele interiører var en geometrisk klar hovedform som pegede frem mod funktionalismen.
Wiener Werkstätte byggede på en idé om at forbedre hverdagen gennem formgivning. Den klarede i mindre grad end Arts and Crafts-bevægelsen at nå ud til folket. Produktionen var præget af kunsthåndværk og høj kvalitet. Resultatet blev en eksklusiv produktion forbeholdt de mest velstående. Et eksempel er Palais Stoclet i Bruxelles, tegnet af Josef Hoffmann; det regnes som et af virksomhedens hovedværker. Paladset er en af 1900-tallets mest eksklusive og kostbare boliger opført for den belgiske ingeniør og finansmand Adolphe Stoclet. Det er siden 2009 på UNESCOs Verdensarvsliste.
Wiener Werkstätte blev opløst i 1932 på grund af dårlig økonomi.